# Ґолюбе
Ґолюбе (пол. Golubie, нім. Gollubien) — село в Польщі, у гміні Каліново Елцького повіту Вармінсько-Мазурського воєводства.
Населення — 162 особи (2011).
У 1975-1998 роках село належало до Сувальського воєводства.

## Демографія
Демографічна структура станом на 31 березня 2011 року:
|          | Загалом | Допрацездатний вік | Працездатний вік | Постпрацездатний вік |
| -------- | ------- | ------------------ | ---------------- | -------------------- |
| Чоловіки | 82      | 12                 | 60               | 10                   |
| Жінки    | 80      | 18                 | 40               | 22                   |
| Разом    | 162     | 30                 | 100              | 32                   |